# East Lodge
East Lodge ist ein Wohngebäude auf der schottischen Hebrideninsel Islay. Es liegt am Ostrand der weitläufigen Ländereien von Islay House etwa 2,5 km östlich der Ortschaft Bridgend. Direkt nördlich des isoliert liegenden Gebäudes verläuft die A846 zwischen Bridgend und Ballygrant. Am 20. Juli 1971 wurde East Lodge in die schottischen Denkmallisten in der Kategorie B aufgenommen.

## Beschreibung
Der bekannte schottische Architekt William Playfair plante und baute East Lodge im Jahre 1845. Das einstöckige Gebäude ist im traditionellen schottischen Stil gehalten. Oberhalb des verzierten Gebäudeeingangs ist eine Tafel mit den Initialen WFC/CIC in das Mauerwerk eingelassen. Das Gebäude schließt mit einem schiefergedeckten Satteldach mit Staffelgiebel ab. Verschiedene Anbauten weisen Pultdächer auf. Auch die Zufahrt von der A846 ist in den Denkmallisten explizit aufgeführt. Sie besteht aus einer Kombination aus flachem Mauerwerk mit verzierten Pfosten, zwischen denen ein metallener Zaun verläuft.